# Theodore Christianson
Theodore Christianson (Lac qui Parle Township, 12 settembre 1883 – Dawson, 9 dicembre 1948) è stato un politico statunitense. Fu governatore del Minnesota dal 6 gennaio 1925 fino al 6 gennaio 1931. Lavorò anche alla Camera dei Rappresentanti degli Stati Uniti dal 4 marzo 1933 al 3 gennaio 1937. Era repubblicano.
Nato a Lac qui Parle Township, nel Minnesota, Christianson si laureò presso l'Università di Legge del Minnesota nel 1909. "Più Ted, meno tasse" fu lo slogan della campagna elettorale di Theodore Christianson, quando si candidò come governatore nel 1924. "Tightwad Ted", come era chiamato dai suoi simpatizzanti, mantenne la parola. Durante la sua amministrazione, abbassò le tasse e tagliò le spese. Dopo i disordini della prima guerra mondiale, gli elettori espressero la loro approvazione verso la sua prudente politica fiscale e il suo disprezzo per il socialismo, infatti venne rieletto ben due volte.
Prima di entrare in politica, Christianson ebbe una carriera doppia come avvocato e redattore del Dawson Sentinel.
Christianson volle candidarsi al Senato degli Stati Uniti nel 1930, ma perse la nomination repubblicana in favore di Thomas Schall, e lasciò temporaneamente la politica. Durante una pausa di tre anni, l'ex giornalista scrisse la sua storia in un libro pubblicato nel 1935 (Minnesota: The Land of Sky-Tinted Waters: A History of the State and its People). Nel 1933 riuscì a farsi eleggere alla Camera dei Rappresentanti. Nel 1936, si candidò nuovamente per il Senato. Ricevette la nomination repubblicana, ma venne sconfitto dall'ex rappresentante Ernest Lundeen del Farmer Labor Party, ricevendo solo il 37% dei voti.
Più tardi, Christianson si trasferì a Chicago. Infine si trasferì a Dawson, nel Minnesota dove morì per un attacco cardiaco durante il tentativo di far partire la sua auto in una notte d'inverno. Aveva 65 anni.